# Biały ślad
Biały Ślad – czarno-biały polski film fabularny w reżyserii Adama Krzeptowskiego z roku 1932. Przed premierą film wyświetlany był na festiwalu w Wenecji jako pierwszy polski film tam zaprezentowany. Zdobył wówczas wyróżnienie za zdjęcia. 

## Obsada
- Janina Fischer – Hanka
- Andrzej Krzeptowski – Andrzej
- Stanisław Marusarz – Członek GOPR-u
- Bronisław Czech – Bronek
- Stanisław Gąsienica-Sieczka – Jasiek
- Bronisława Polankówna
- Lina Kari – Zośka
- Jan Marusarz – Członek GOPR-u
- Józef Bukowski – Władek